# Cacova Ierii, Cluj

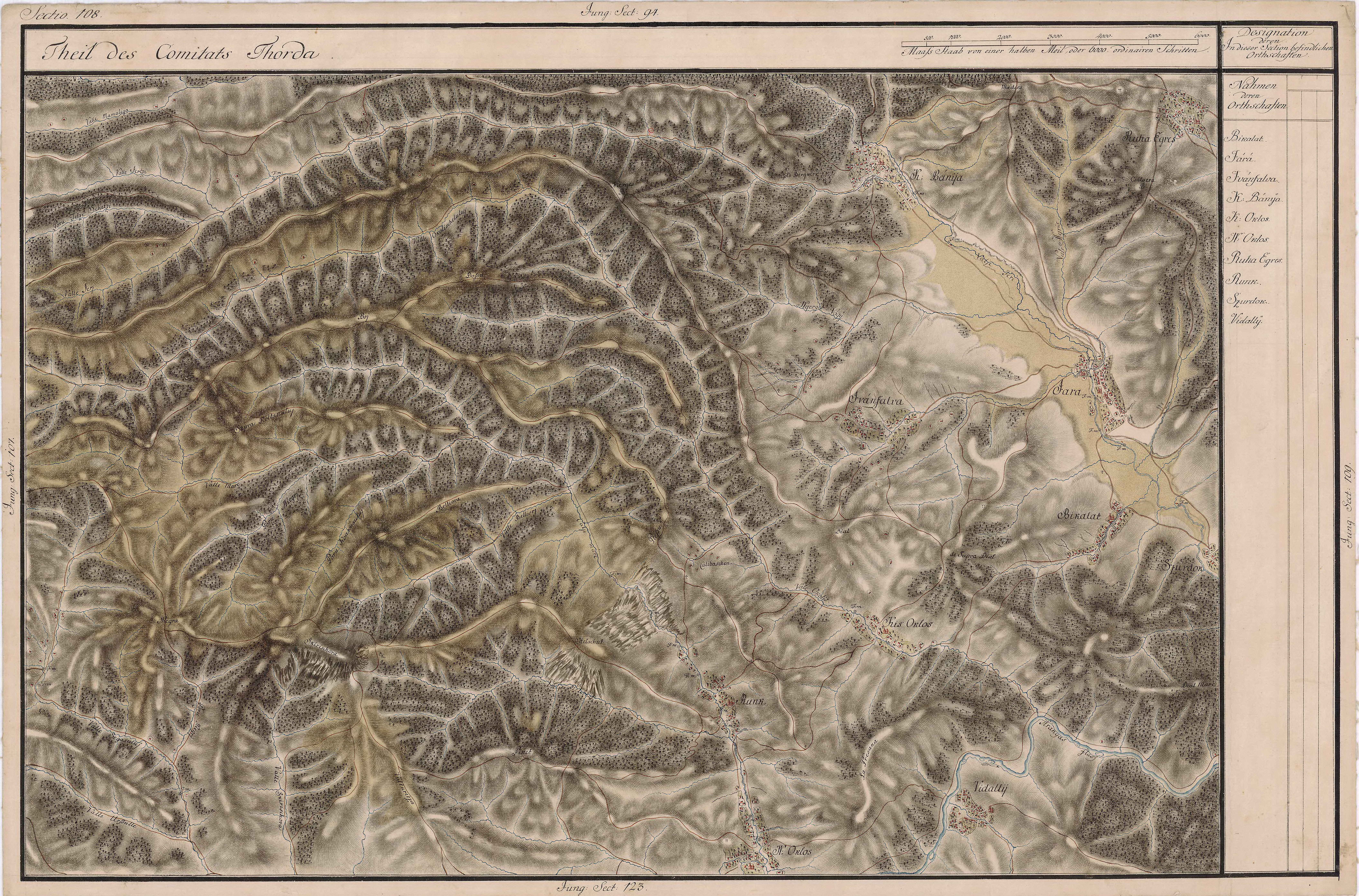
Cacova Ierii pe Harta Iosefină a Transilvaniei, 1769-1773

Cacova Ierii (în maghiară Kakova sau Aranyosivánfalva) este un sat în comuna Iara din județul Cluj, Transilvania, România.
Pe Harta Iosefină a Transilvaniei din 1769-1773 (Sectio 108) satul Cacova Ierii apare sub numele de Ivánfalva.

## Date geografice
Altitudinea medie: 545 m.

## Date economice
In zona Mașca-Cacova Ierii se găsește un zăcământ important de minereu de fier, de tip skarn, mineralizația fiind formată din magnetit asociat cu pirită și pirotină, dispusă sub forma unor lentile neregulate. Exploatarea minieră a avut puțurile de extractie localizate pe teritoriul satelor Mașca (puturile I, II, III) și Cacova Ierii (puțurile IV, V). Exploatarea a fost subterană cu subetaje (orizonturi) cu înălțimi de 10-16 m, având goluri remanente și pilieri de protecție.
Activitatea minieră a început în anul 1930 și a fost sistată în anul 2006.

## Lăcașuri de cult
- Biserica de lemn din Cacova Ierii

## Imagini

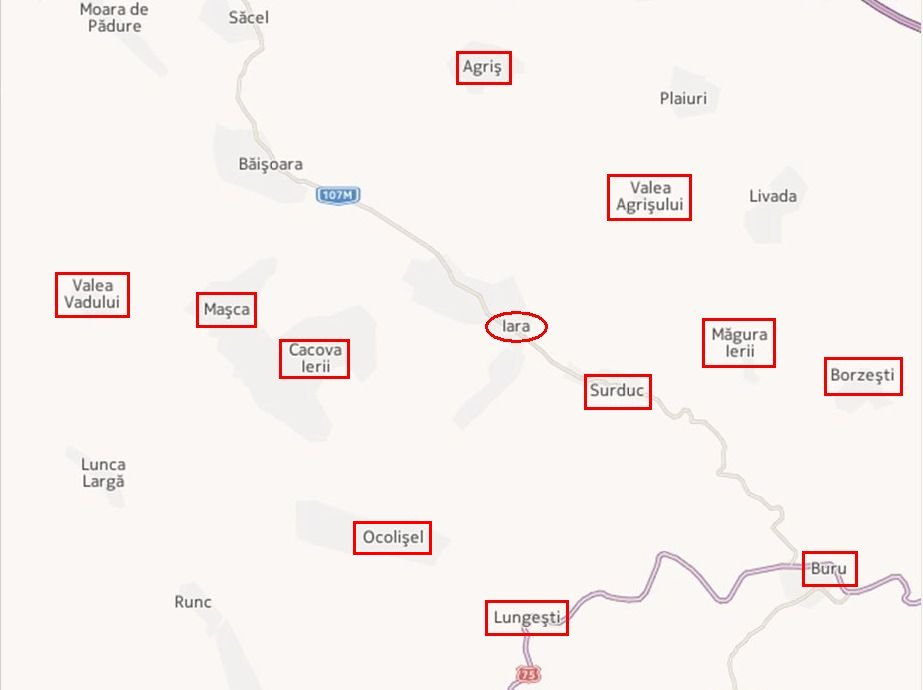
Comuna Iara și satele componente
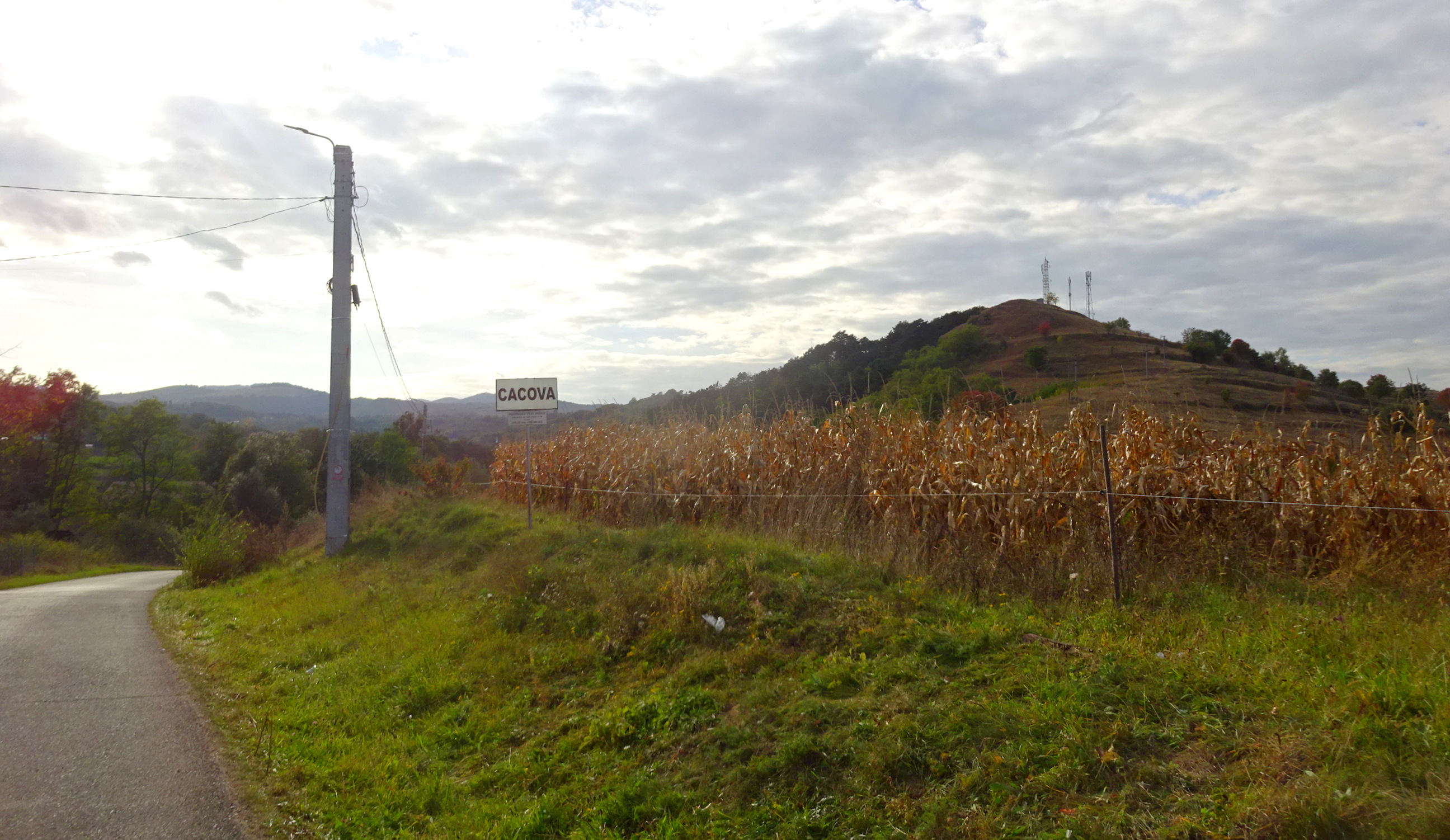
Intrarea în localitate
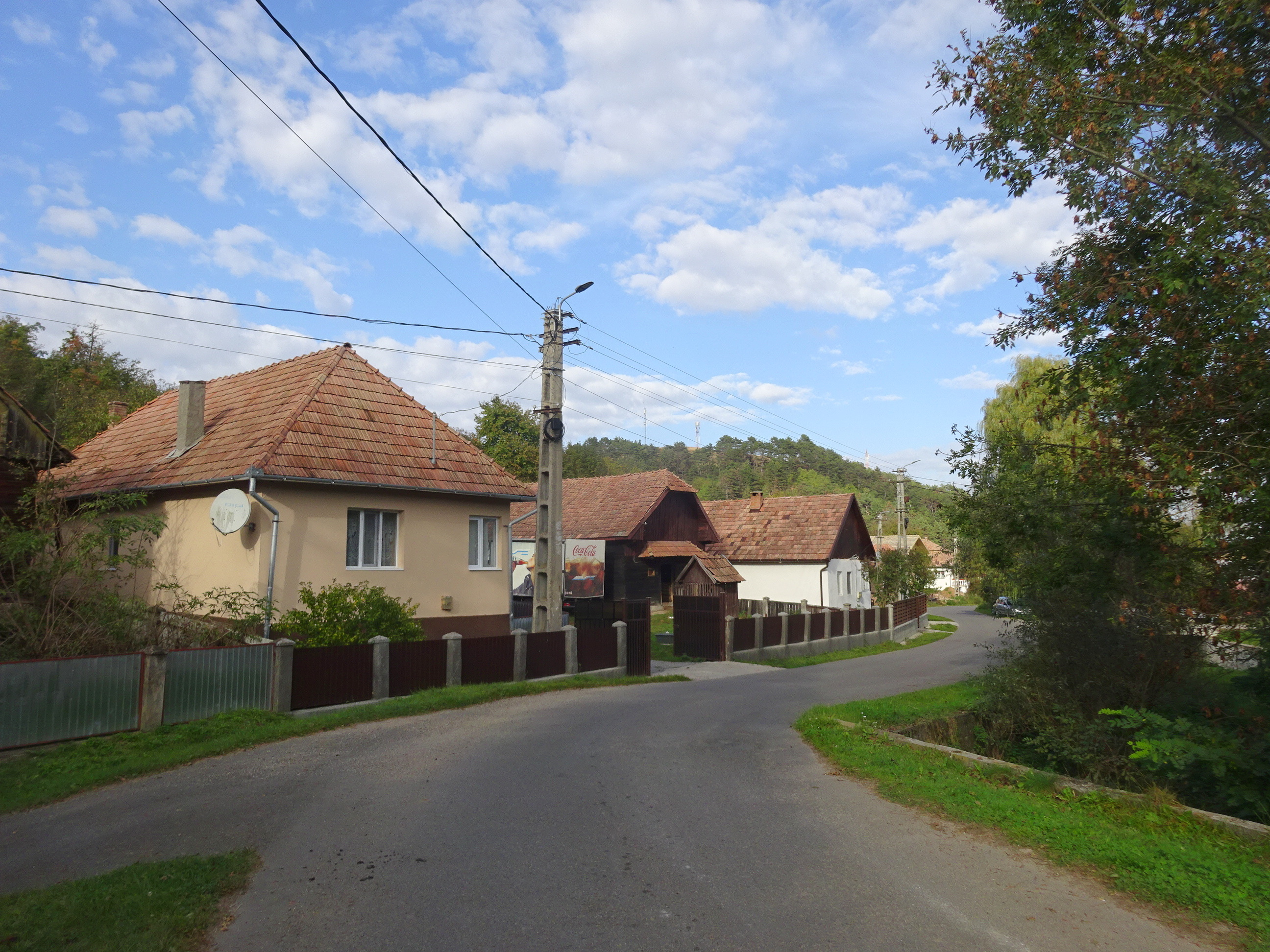
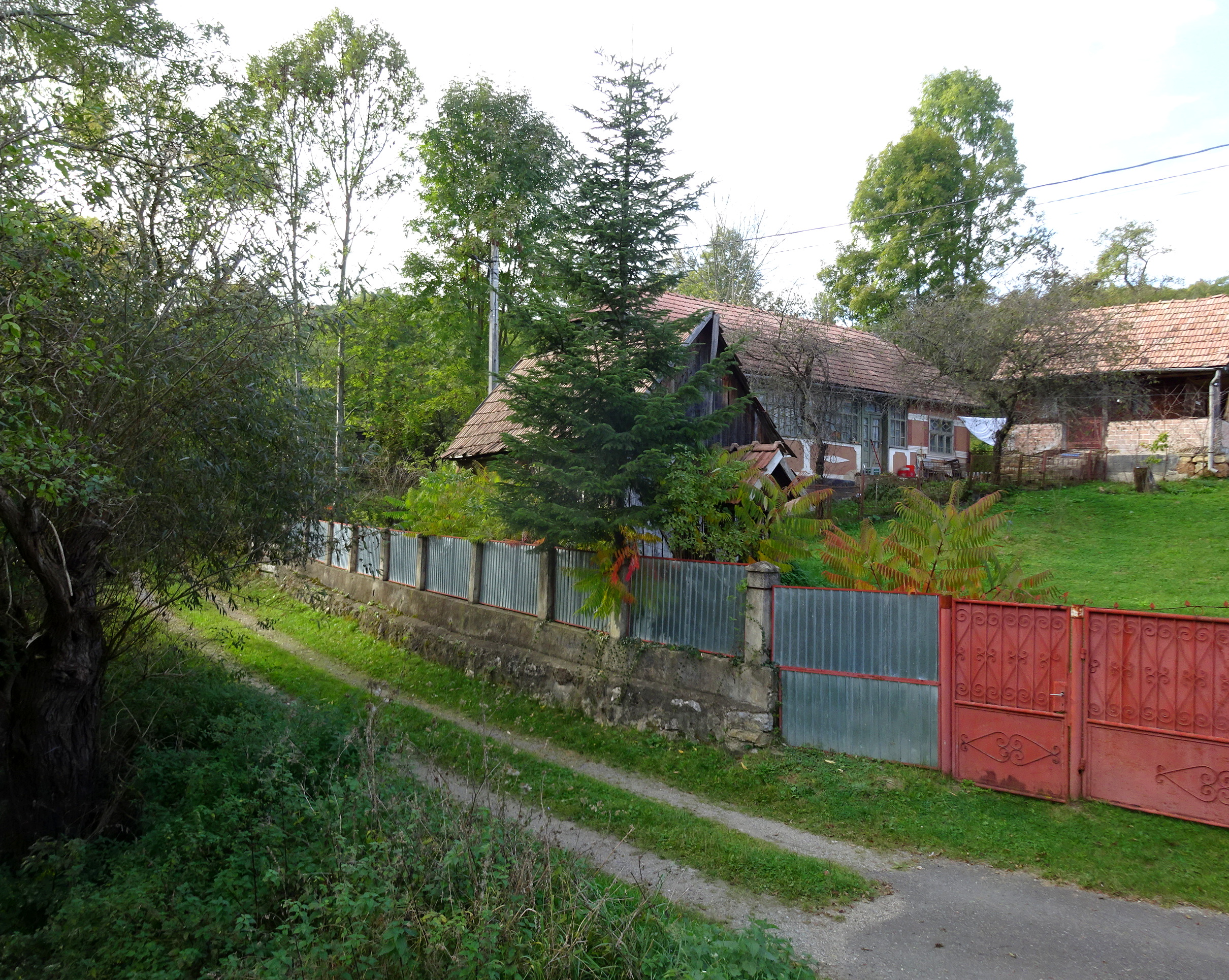
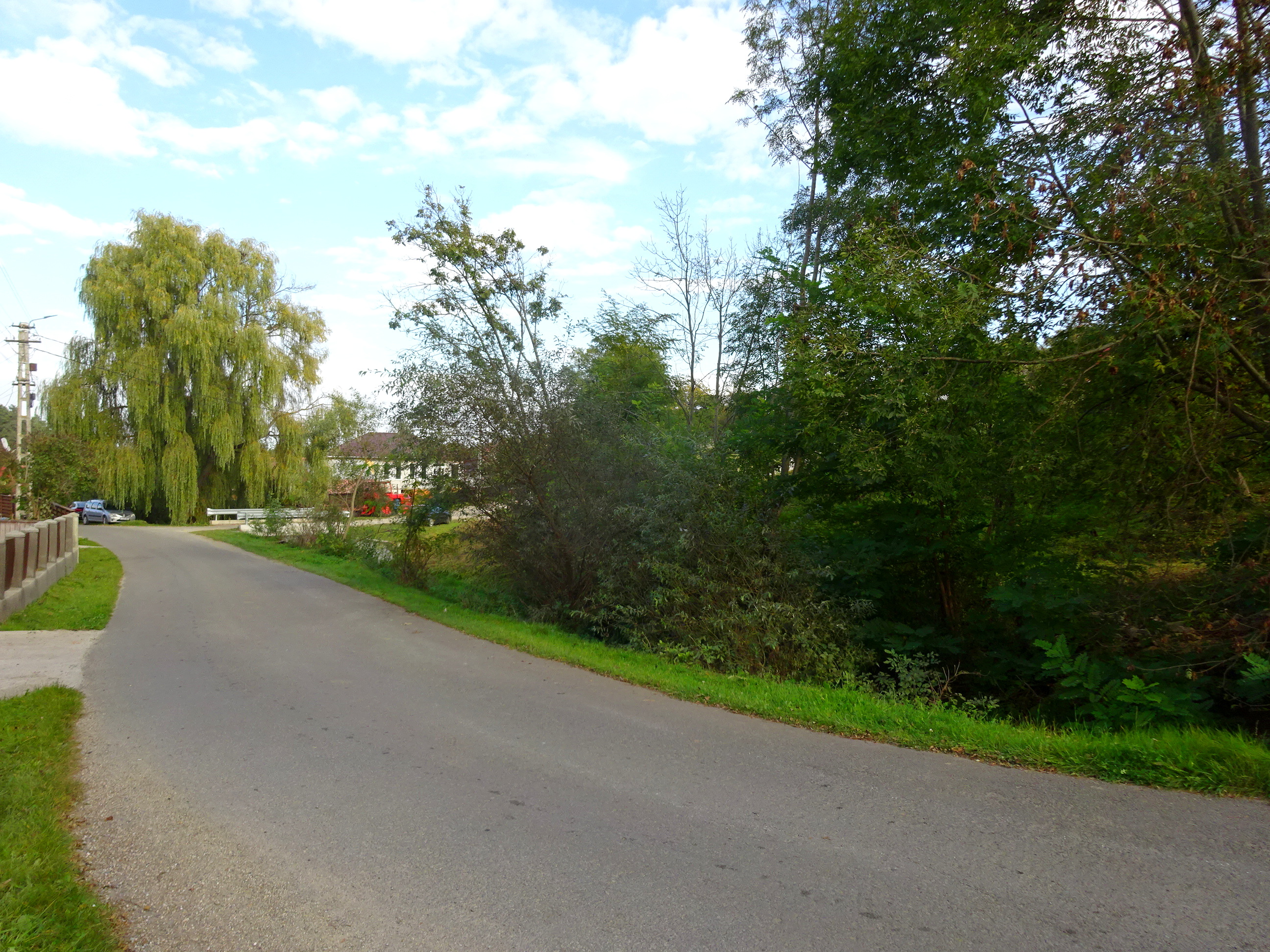
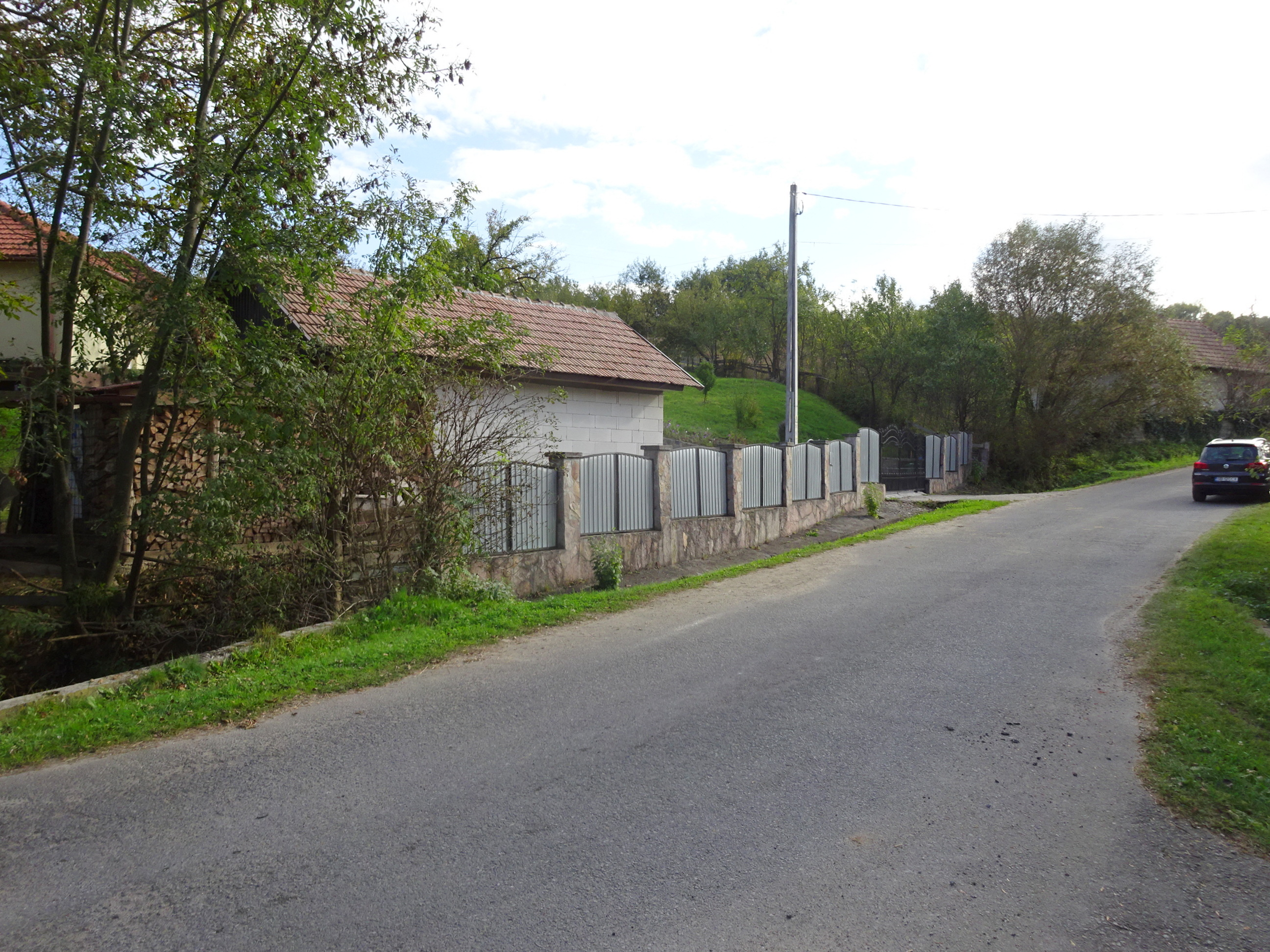
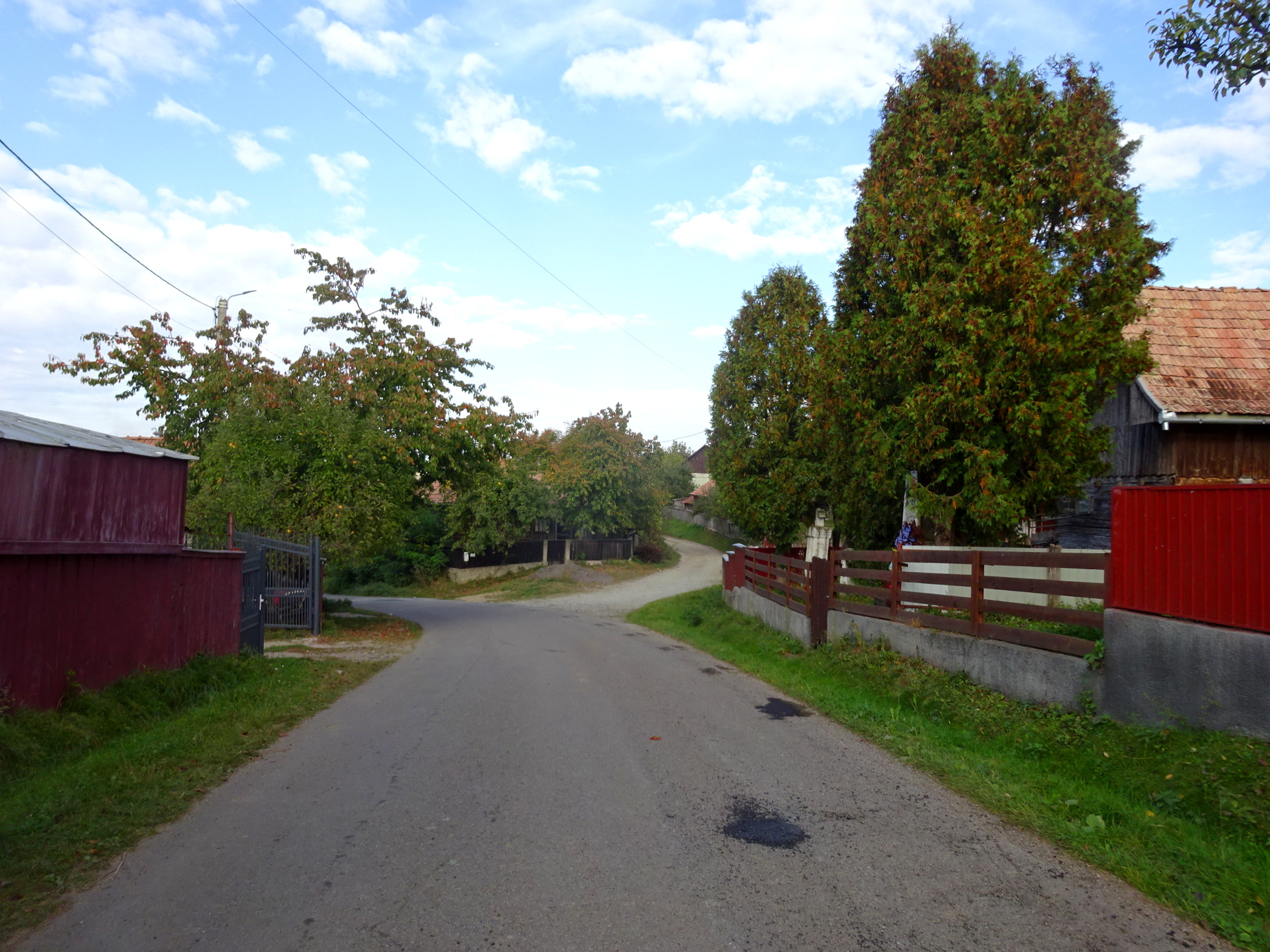
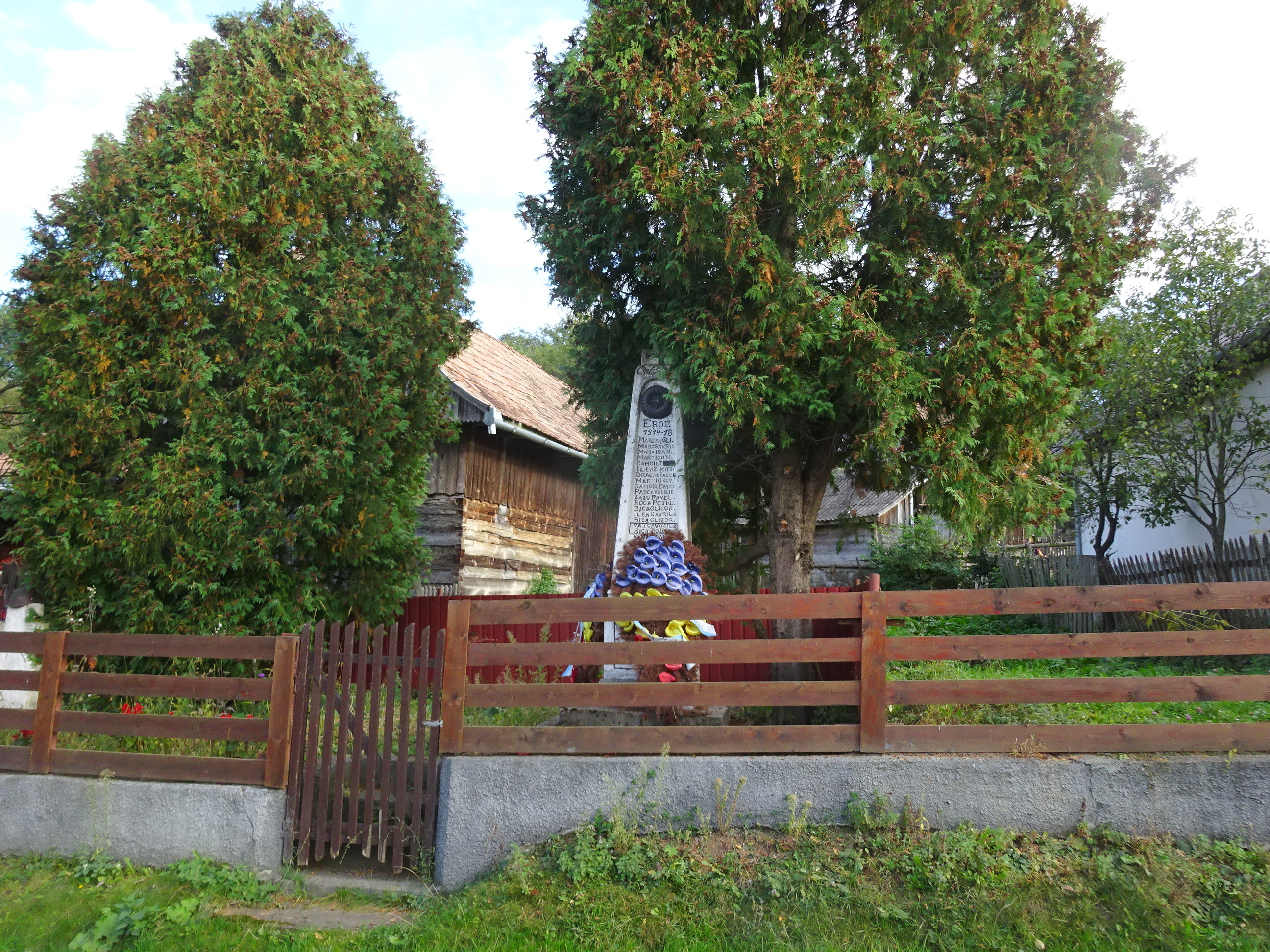
Monumentul Eroilor
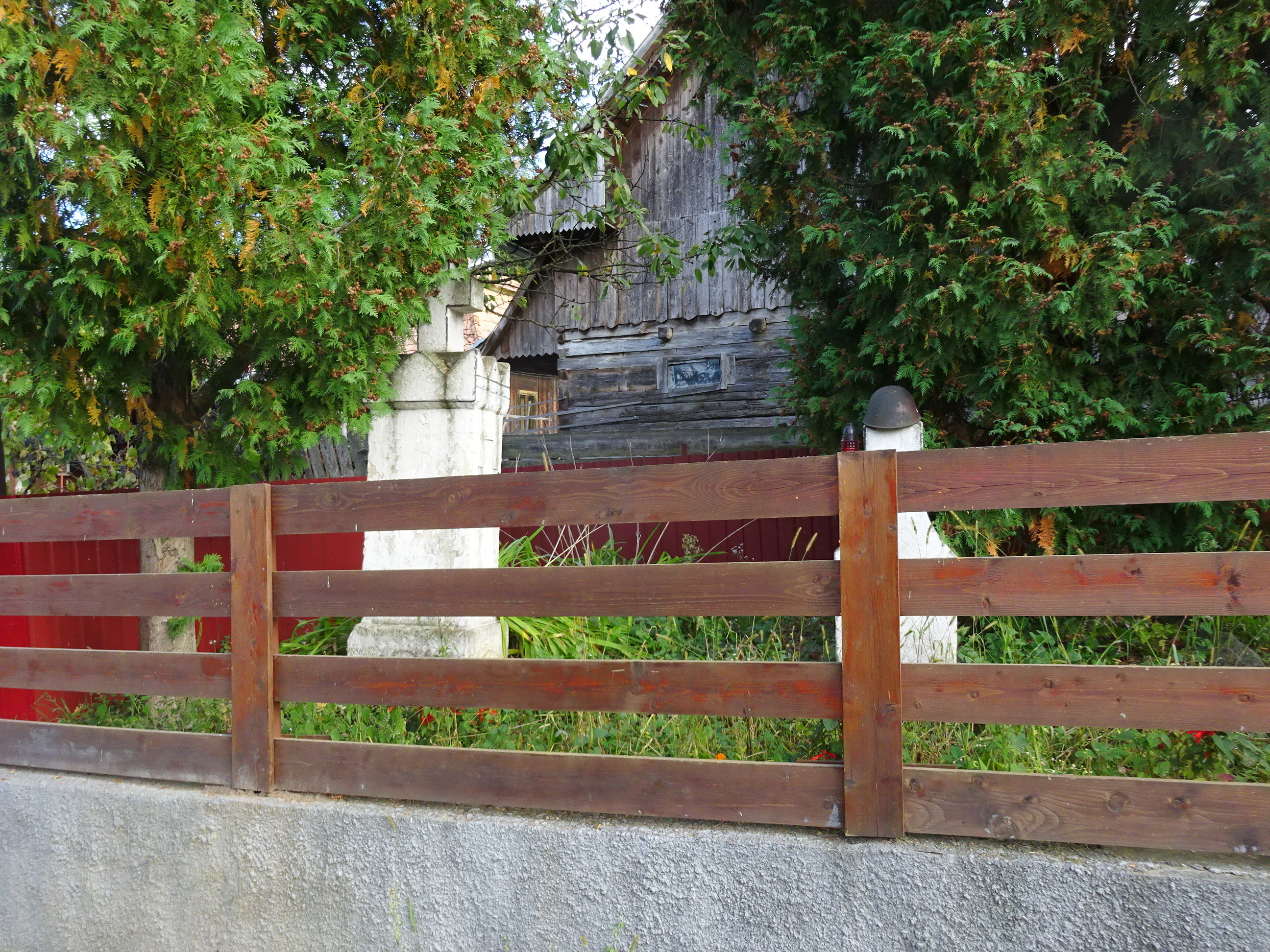
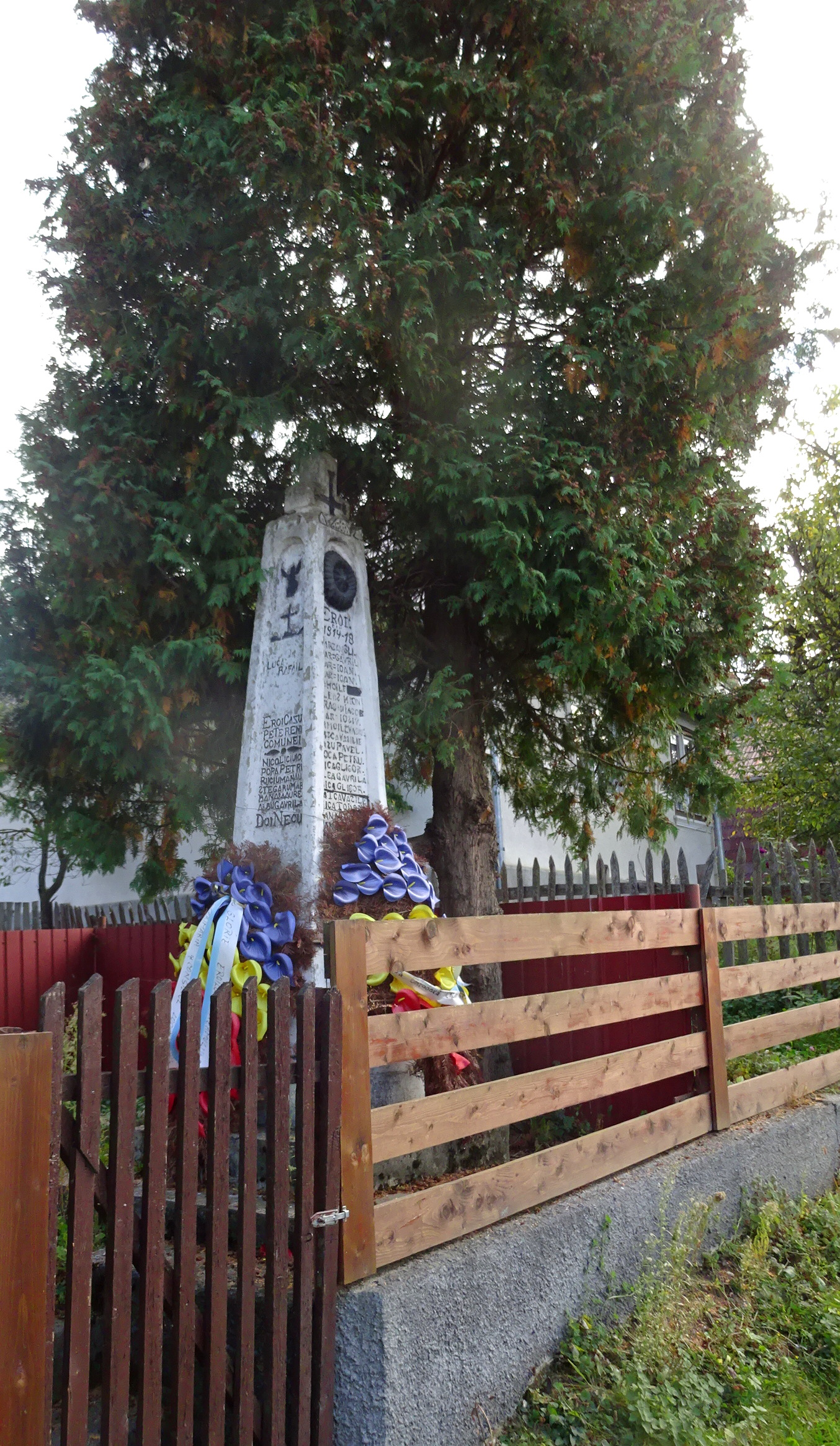
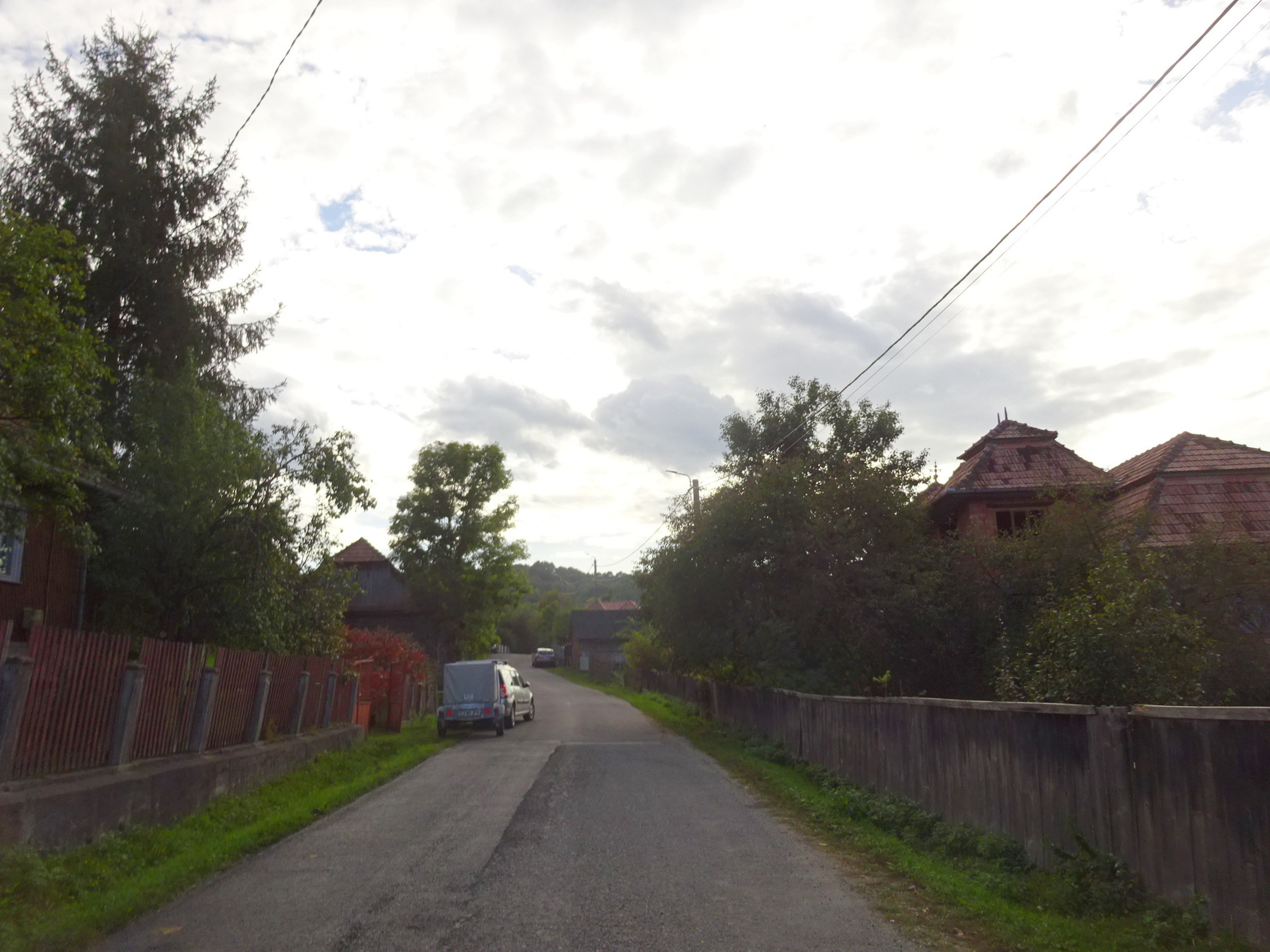
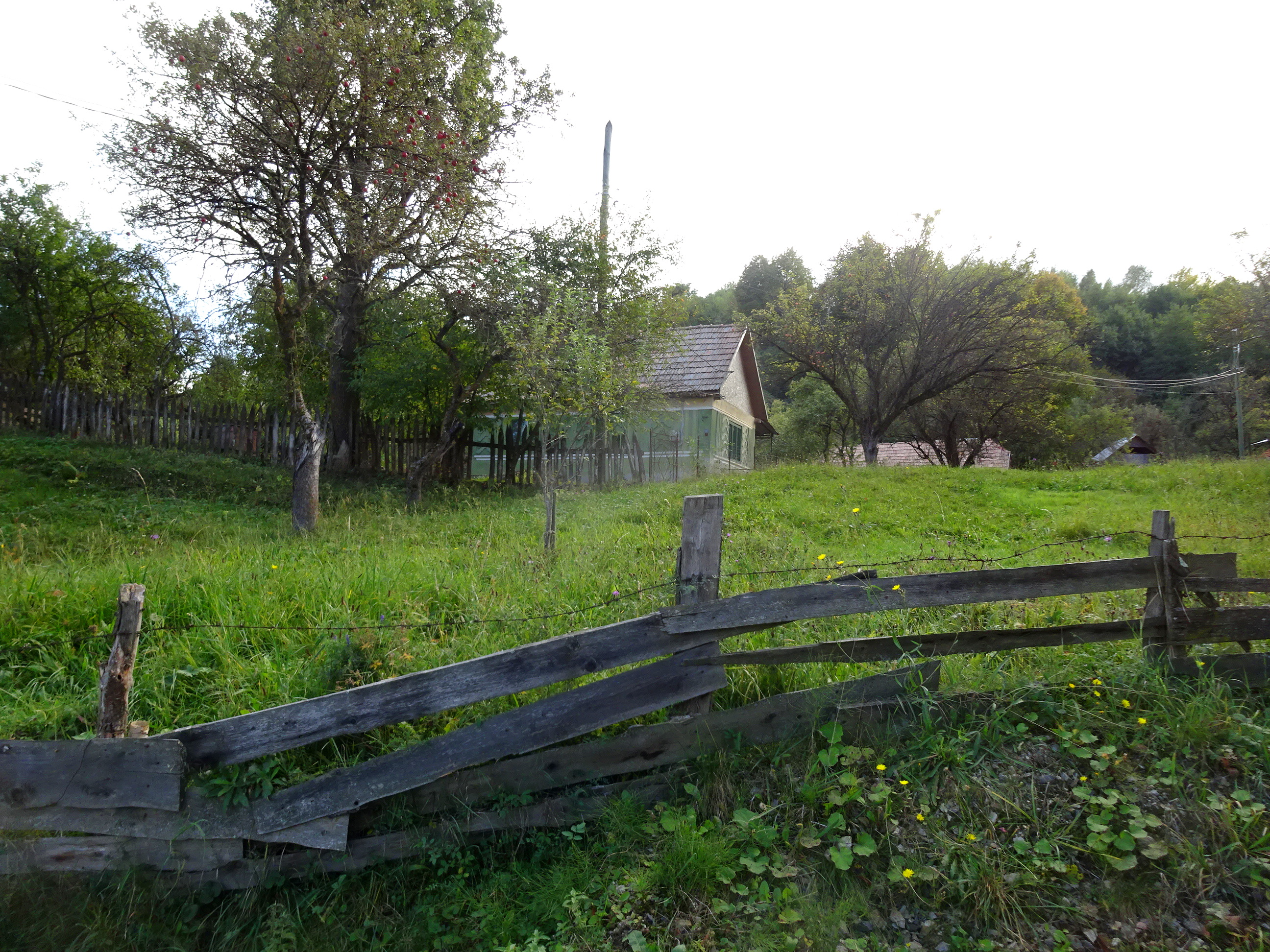
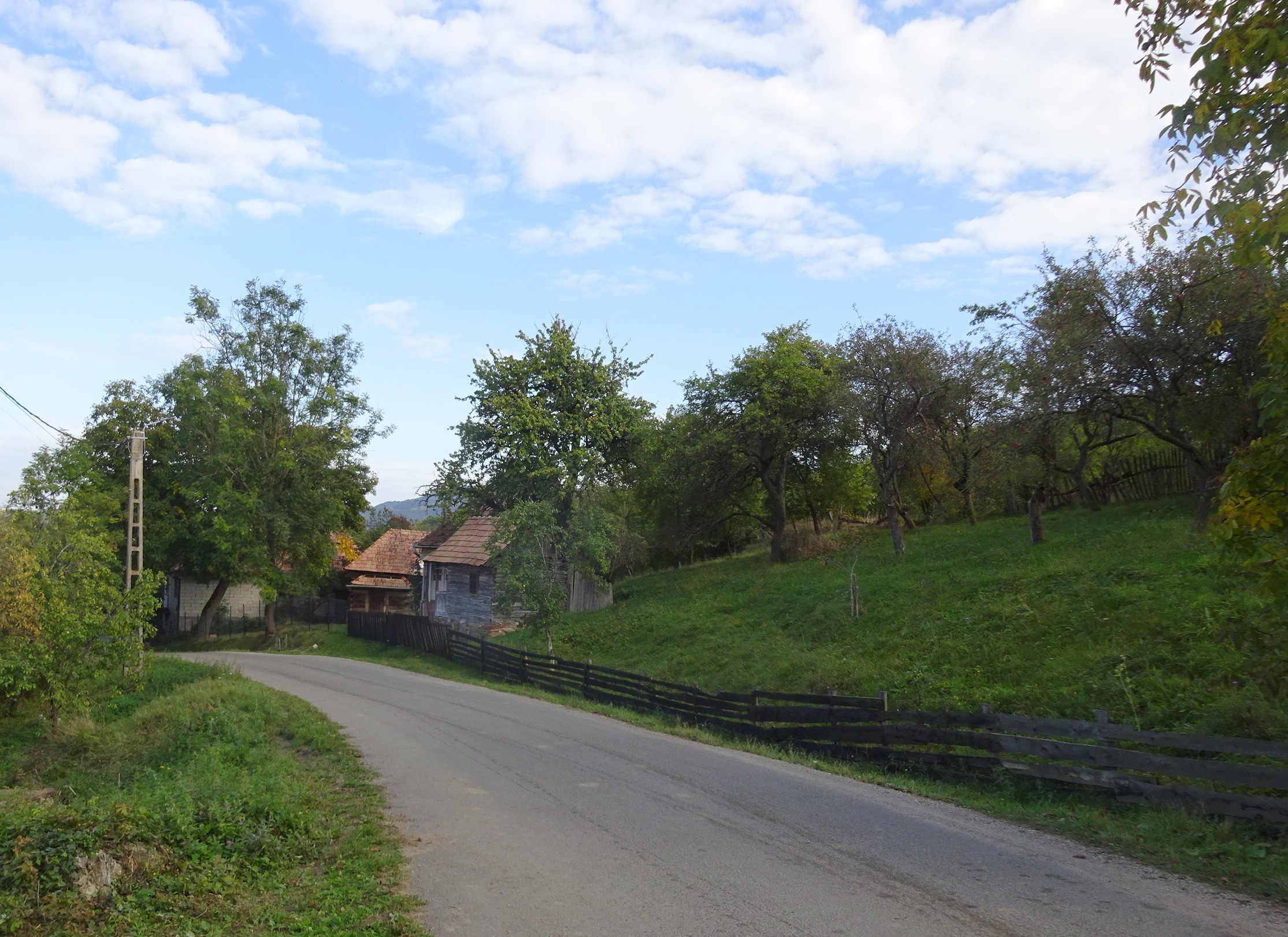
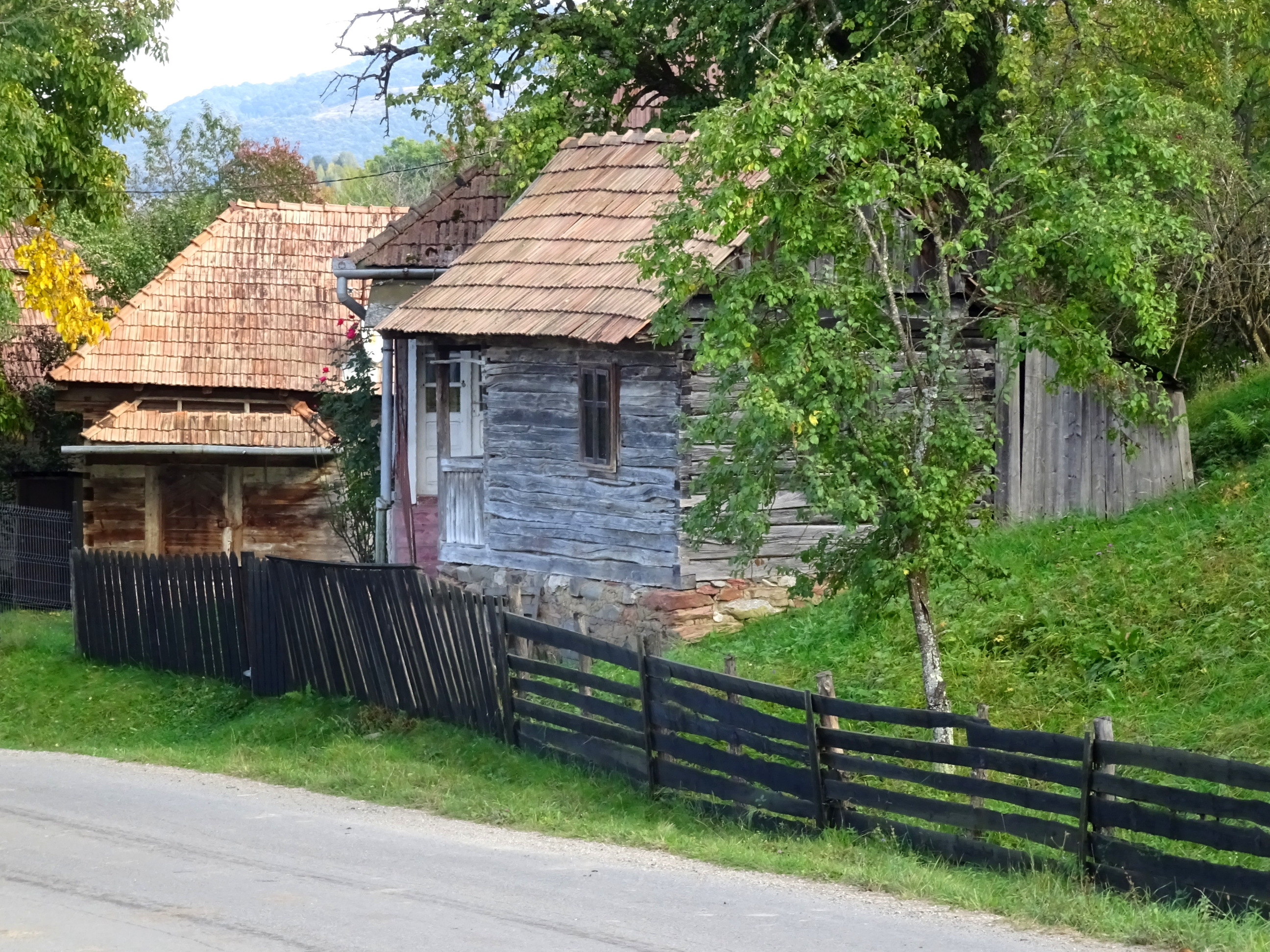
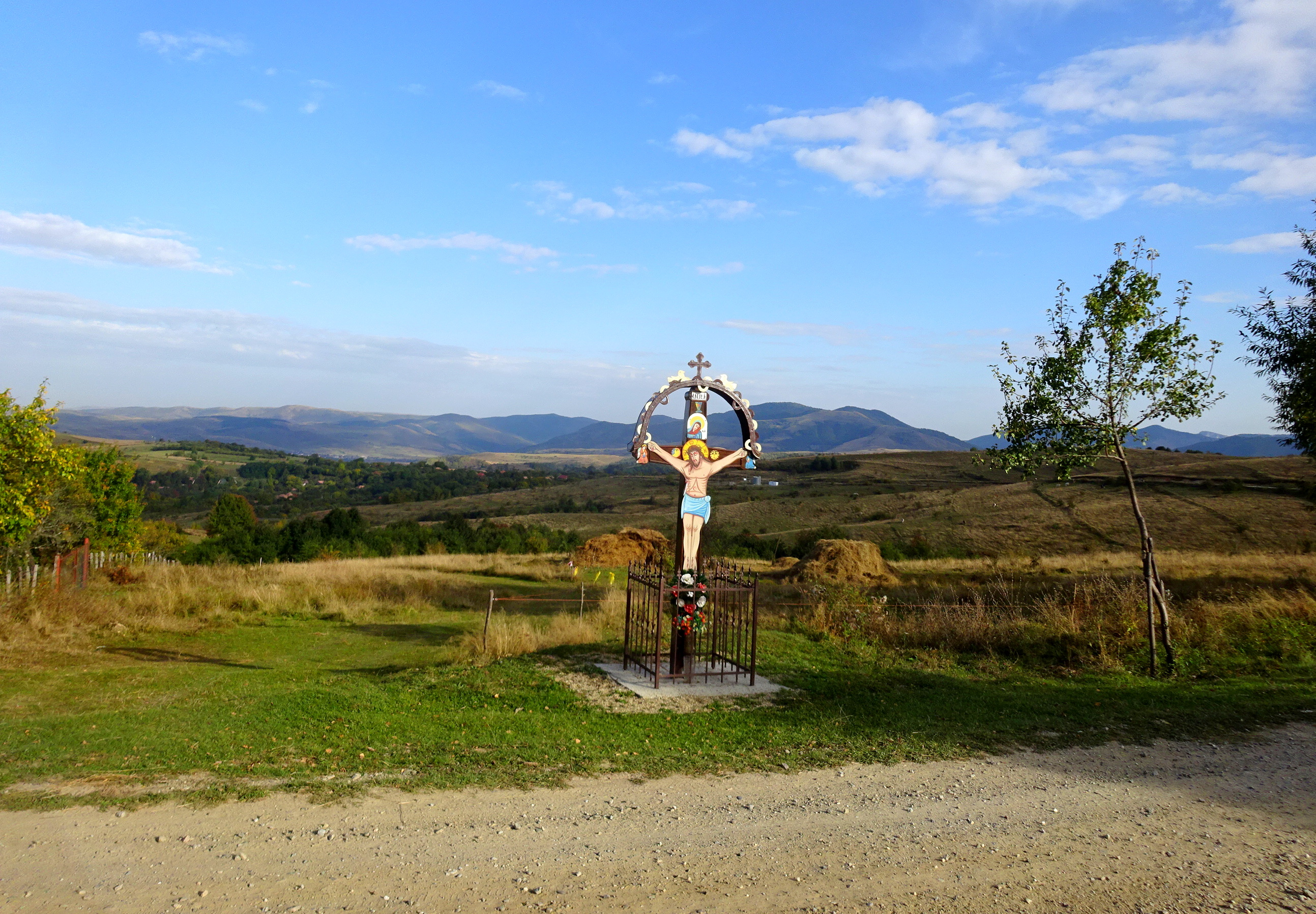

## Legături externe
Materiale media legate de Cacova Ierii la Wikimedia Commons
- Raport științific
- D.ROMANESCU, ELENA SZABO: Cercetări petrofizice pe rama de vest a Bazinului Iara-Cluj
- Stări geomorfologice